# Hymenachne pernambucensis
Hymenachne pernambucensis är en gräsart som först beskrevs av Spreng., och fick sitt nu gällande namn av Fernando Omar Zuloaga. Hymenachne pernambucensis ingår i släktet Hymenachne och familjen gräs. Inga underarter finns listade i Catalogue of Life.